# Ван Хелсинг (ТВ серија)
Ван Хелсинг (енгл. Van Helsing) америчка је телевизијска серија коју је створио Нил Лабут за Syfy. Емитована је између 31. јула 2016. и 25. јуна 2021. Састоји се од пет сезона и 65 епизода.

## Радња
Ванеса Ван Хелсинг, потомкиња Абрахама ван Хелсинга, буди се из коме након своје наводне смрти. Она схвата да живи у постапокалиптичном свету, три године након што је ерупција Јелоустонске калдере прекрила свет пепелом, блокирајући сунчеву светлост и дозвољавајући вампирима да униште човечанство.
Она је последња нада човечанства, јер јој њен јединствени састав крви даје могућност да вампире поново претвори у људе. Са овим тајним оружјем, Ванеса постаје главна мета вампира. Штити је маринац коме је наређено да је чува, као и докторка коју је спасила, тако да може да води отпор против вампира који муче преживеле у свету.

## Улоге
| Глумац               | Улога               |
| -------------------- | ------------------- |
| Кели Овертон         | Ванеса ван Хелсинг  |
| Џонатан Скарф        | Аксел Милер         |
| Кристофер Хејердал   | Самјуел             |
| Дејвид Кибит         | Џон                 |
| Винсент Гејл         | Фил Флајшман        |
| Рукија Бернард       | Сара Керол          |
| Трецо Мохоро         | Мухамед             |
| Тим Гини             | Тед                 |
| Лора Менел           | Ребека              |
| Пол Џохансон         | Димитриј            |
| Миси Перегрим        | Скарлет ван Хелсинг |
| Алекс Пауновић       | Џулијус Романски    |
| Керолајн Кејв        | Џолин               |
| Нил Макдона          | Вилем               |
| Џон Касини           | Медокс              |
| Кија Кинг            | Вајолет ван Хелсинг |
| Никол Муњоз          | Џек ван Хелсинг     |
| Триша Хелфер         | Оливија             |
| Џенифер Чеон Гарсија | Ајвори              |
| Џеси Стенли          | Батори              |
| Хедер Дорксен        | Микејла             |
| Ким Коутс            | Далибор             |
| Ден Кејд             | Роберто             |

## Епизоде
| Сезона | Сезона | Епизоде | Епизоде | Оригинално емитовање | Оригинално емитовање |
| Сезона | Сезона | Епизоде | Епизоде | Премијера            | Финале               |
| ------ | ------ | ------- | ------- | -------------------- | -------------------- |
|        | 1.     | 13      | 13      | 31. јул 2016.        | 9. децембар 2016.    |
|        | 2.     | 13      | 13      | 5. октобар 2017.     | 4. јануар 2018.      |
|        | 3.     | 13      | 13      | 5. октобар 2018.     | 28. децембар 2018.   |
|        | 4.     | 13      | 13      | 27. септембар 2019.  | 20. децембар 2019.   |
|        | 5.     | 13      | 13      | 16. април 2021.      | 25. јун 2021.        |